# Winner (formație)
Winner, stilizat ca WINNER, este o formație muzicală sud-coreeană înființată în 2014 de YG Entertainment. Constă din 4 membri: Jinu, Seunghoon, Mino și Seungyoon. La fondare, avea cinci membri, al cincilea fiind Taehyun; acesta a părăsit trupa în noiembrie 2016 din cauza unor probleme de sănătate.

## Discografie
- 2014 S/S (2014)
- EVERYD4Y (2018)

1. 1 2   https://kpopsingers.com/winner-members-group-profile/ Lipsește sau este vid: |title= (ajutor)